# Ronaldo Resedá (álbum)
Ronaldo Resedá é o título do primeiro (e também único) LP do cantor e dançarino brasileiro Ronaldo Resedá, gravado em 1979 e produzido por Guto Graça Mello e Max Pierre na Som Livre, com arranjos de Lincoln Olivetti.

## Descrição
O álbum é composto por apenas 8 músicas, entre composições de Rita Lee e Roberto de Carvalho (Bobos da Corte e Pif Paf), Ruban Barra e Ricardo Petraglia (Franga), Guilherme Arantes (Fuzarca na Discotheque), Jorge Ben Jor (E Novamente Mas que Nada), Robson Jorge (Tudo Bem), Guilherme Lamounier (Quero me Entregar pra Você) e a faixa principal, Marrom Glacê (Renato Corrêa, Mariozinho Rocha e Guto Graça Mello), tema da novela homônima da Rede Globo.
Em 2018, a gravadora Descobertas relançou o álbum.

## Músicas
| N.º | Título                       | Música                                            | Duração |  |
| 1.  | "E Novamente Mas que Nada"   | Jorge Ben Jor                                     |         |  |
| 2.  | "Franga"                     | Ruban Barra, Ricardo Petraglia                    |         |  |
| 3.  | "Bobos da Corte"             | Rita Lee, Roberto de Carvalho                     |         |  |
| 4.  | "Fuzarca na Discotheque"     | Guilherme Arantes                                 |         |  |
| 5.  | "Marrom Glacê"               | Renato Corrêa, Mariozinho Rocha, Guto Graça Mello |         |  |
| 6.  | "Pif Paf"                    | Rita Lee, Roberto de Carvalho                     |         |  |
| 7.  | "Quero me Entregar pra Você" | Guilherme Lamounier                               |         |  |
| 8.  | "Tudo Bem"                   | Robson Jorge                                      |         |  |